# Havet mellem Romsø og Hindsholm samt Romsø
Havet mellem Romsø og Hindsholm samt Romsø este o arie protejată (arie specială de conservare — SAC, sit de importanță comunitară — SCI) din Danemarca întinsă pe o suprafață de 4.215 ha, din care 96 % marine.

## Localizare
Centrul sitului Havet mellem Romsø og Hindsholm samt Romsø este situat la coordonatele 55°30′47″N 10°45′43″E / 55.513056°N 10.761944°E.

## Înființare
Situl Havet mellem Romsø og Hindsholm samt Romsø a fost declarat sit de importanță comunitară în mai 1998 pentru a proteja 1 specie de animale. Situl a fost protejat și ca arie specială de conservare în decembrie 2011.

## Biodiversitate
Situată în ecoregiunile continentală și marină baltică, aria protejată conține 18 habitate naturale: Mlaștini calcaroase cu Cladium mariscus și specii de Caricion davallianae, Golfuri mici largi și golfuri puțin adânci, Păduri de fag Asperulo-Fagetum, Păduri de stejar sau de stejar și carpen sub-atlantice și medio-europene de Carpinion betuli, Păduri aluvionare cu Alnus glutinosa și Fraxinus excelsior (Alno-Padion, Alnion incanae, Salicion albae), Pajiști uscate seminaturale și facies de acoperire cu tufișuri pe substraturi calcaroase (Festuco-Brometalia) (* situri importante pentru orhidee), Ape puternic oligomezotrofe cu vegetație bentonică cu Chara spp., Faleze cu vegetație de pe coastele atlantice și baltice, Lagune de coastă, Lacuri eutrofice naturale cu vegetație de tip Magnopotamion sau Hydrocharition, Recifuri, Mlaștini alcaline, Bancuri de nisip acoperite în permanență slab de apă marină, Pășuni atlantice udate de apa mării (Glauco-Puccinellietalia maritimae), Vegetație anuală la limita mareei, Vegetație perenă pe țărmurile stâncoase, Formațiuni ierboase bogate în specii de Nardus, dezvoltate pe substraturi silicioase în zone montane (și în zone submontane, în Europa continentală), Pajiști cu Molinia pe soluri calcaroase, turboase sau argilos-nămoloase (Molinion caeruleae).
La baza desemnării sitului se află o specie protejată de  mamifere: marsuin (Phocoena phocoena).